# Promyliobatis gazolai
La promiliobatide (Promyliobatis gazolai) è un pesce cartilagineo estinto, appartenente ai miliobatiformi. Visse nell'Eocene medio (circa 48 - 50 milioni di anni fa) e i suoi resti fossili sono stati ritrovati in Italia, nel famoso giacimento di Bolca.

## Descrizione
Questa razza era di piccole dimensioni, e la lunghezza era di circa 45 centimetri. Il corpo romboidale e molto largo assomigliava molto a quello delle attuali aquile di mare (gen. Myliobatis). Le pinne pettorali a forma di triangolo appuntito raggiungevano il corto rostro. Era presente una piccola pinna dorsale. I denti erano grandi, piatti ed esagonali. La coda era lunga e sottile; all'inizio della coda era presente una spina acuminata, piatta e ricoperta da denticoli.

## Classificazione
Promyliobatis gazolai venne descritto per la prima volta nel 1894 da Otto Jaekel, sulla base di resti fossili eccezionalmente conservati e provenienti dalla famosa Pesciara di Bolca, in provincia di Verona. I fossili di Promyliobatis sono tra i più antichi e meglio conservati rappresentanti dei miliobatidi, ovvero le cosiddette aquile di mare. Secondo le revisioni più recenti, Promyliobatis si collocherebbe direttamente sulla linea evolutiva che porta alle attuali Myliobatis (Hovestadt e Hovestadt-Euler, 2013).

## Paleoecologia
Promyliobatis doveva essere un eccellente nuotatore di mare aperto, come le attuali aquile di mare.